# Проявочная машина

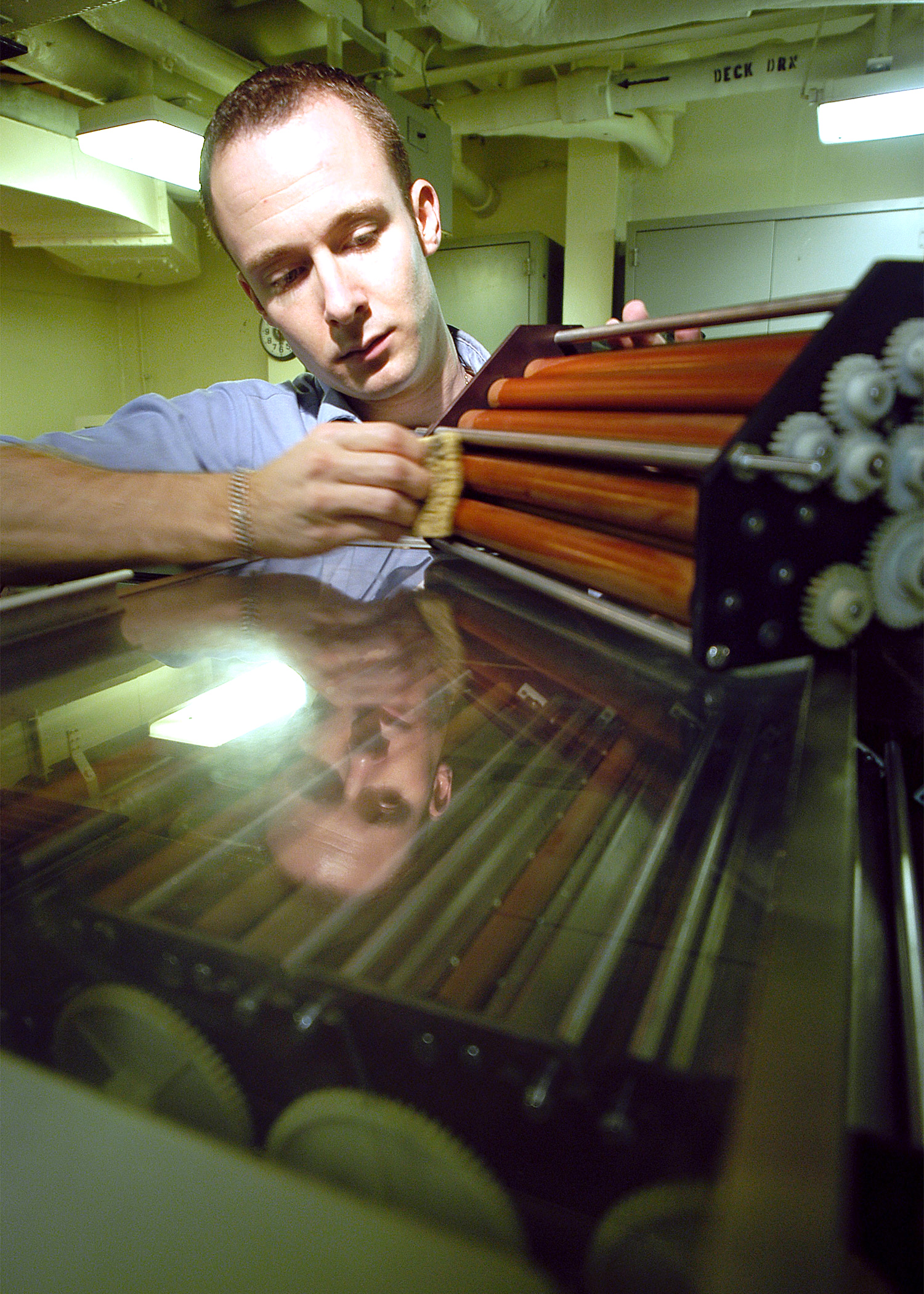
Проявочная машина для аэрофотоплёнки с вынутой секцией

Проявочная машина, Фильм-процессор — агрегат, предназначенный для автоматической химико-фотографической обработки фотоматериалов. Наиболее высокую производительность и сложную конструкцию имеют проявочные машины, используемые в кинопроизводстве для массовой обработки киноплёнок. От равномерности и качества их обработки непосредственно зависит стабильность изображения на экране, поэтому в профессиональном кинематографе допускается только машинная обработка плёнки. Кроме проявления, в проявочных машинах производятся все операции, необходимые для получения готового изображения, вплоть до высушивания.

## Разновидности
В зависимости от области применения, проявочные машины могут отличаться по размерам, производительности и другим функциональным признакам.
Кроме кинематографа автоматические проявочные машины используются в плёночной фотографии, полиграфии и медицине (например, рентгенографии). Проявочные машины для киноплёнки обладают наибольшей производительностью из всех существующих, потому что служат для массовой обработки тиражей фильмокопий. Проявочные цеха на киностудиях и кинокопировальных фабриках представляют собой масштабное производство и оснащаются машинами, занимающими иногда целое двухэтажное помещение длиной в десятки метров. Кроме двухэтажных проявочных машин выпускаются одноэтажные, предназначенные для обработки сравнительно небольшого количества негативных киноплёнок на киностудиях. Проявочные машины для киноплёнки могут быть односторонними и двухсторонними, то есть рассчитанными на одиночную или попарную установку. Двухсторонние машины выпускаются в «левом» и «правом» исполнениях, то есть их устройство зеркально друг относительно друга. Это позволяет попарно устанавливать в цеху «левую» и «правую» машины, обслуживая обе одним оператором из общего прохода. Также проявочные машины классифицируются по типу помещения, в котором устанавливаются: в обычном или в затемнённом, освещаемом неактиничным светом. На кинокопировальных фабриках с замкнутым циклом производства проявочные машины могут стыковаться непосредственно с кинокопировальными аппаратами, экспонированная позитивная киноплёнка из которых сразу поступает в загрузочный магазин. Выпускались также малогабаритные проявочные машины малой производительности для кинолюбительских объединений, например отечественная МПМ—16—3М, рассчитанная на узкую плёнку.
Проявочные машины, предназначенные для обработки фотоплёнок и фотобумаг, также называются фильм-процессорами и обладают компактной конструкцией, не требующей специального помещения для установки. Так же, как проявочные машины для кинематографа, компактные фотопроцессоры требуют подключения к водопроводу и канализации. Большинство процессоров для фотобумаг объединяются с фотопринтером, образуя единый агрегат, который называется «минилаб». В некоторых случаях, компактные машины могут иметь даже настольную конструкцию, если формат обрабатываемого материала небольшой и требует всего двух операций. К таким машинам относятся, например, процессоры для обработки зубоврачебных рентгеновских плёнок.

## Принцип действия

Принципиальная схема простейшей проявочной машины для обработки чёрно-белой киноплёнки

Работа большинства проявочных машин основана на поочередном погружении фотоматериала в вертикальные баки с обрабатывающими растворами. Впервые машины такого типа использованы на кинофабрике Gaumont в 1906 году. Существуют проявочные машины непрерывного действия, или с подъёмными рамами, которые специальным механизмом последовательно погружаются в баки с растворами. Наибольшее распространение получили машины непрерывного действия, основанные на лентопротяжном механизме, в котором плёнка делает вертикальные петли между попарно расположенными рядами роликов 1 и 2, нижний из которых (2) погружён в бак с раствором. Во время движения по петле, плёнка находится в растворе, подвергаясь химико-фотографической обработке. Продолжительность обработки регулируется длиной петли и скоростью движения. Для осуществления нескольких операций обработки, плёнка последовательно проходит через несколько баков с разными растворами. После окончания химико-фотографической обработки плёнка поступает в сушильное отделение, где производится её сушка нагретым воздухом и намотка в рулон.
На рисунке представлена схема простейшей проявочной машины, рассчитанной на обработку чёрно-белой негативной или позитивной киноплёнки.
Экспонированная киноплёнка, находящаяся в светонепроницаемой кассете в рулоне 3 попадает в загрузочный магазин 5. После загрузочного отделения, киноплёнка попадает в проявочное, где расположены баки с проявителем 6, водой для промежуточной промывки 7 и фиксажом 8. Жирной линией обозначена часть корпуса, которая должна быть светонепроницаемой или находиться в затемнённом помещении. После фиксажа киноплёнка попадает в бак 9, где осуществляется её окончательная промывка, после которой готовый фильм попадает в сушильное отделение 10. Высушенная плёнка через разгрузочный магазин 11 сматывается в рулон 4. Существующие проявочные машины, применяемые в кинопроизводстве, значительно сложнее. Они могут содержать несколько десятков баков и секций роликов, обеспечивая выполнение любого количества операций.
Отдельная категория проявочных машин вместо жидких растворов применяет при работе вязкие обрабатывающие пасты, наносимые на светочувствительный слой фотоматериала. Такая технология наиболее характерна для компактных типов процессоров, поскольку исключает большую часть устройств традиционных машин.

## Устройство
Проявочная машина, рассчитанная на работу с жидкими растворами, состоит из лентопротяжного и приводного механизмов, баков для растворов и воды, насосов, сушильного шкафа и многочисленных вспомогательных устройств: кассет, систем терморегулирования растворов и воздуха, дозаторов, влагоснимателей, блокировочных устройств и пульта управления. В одних проявочных машинах все узлы собраны в жёстком порядке, рассчитанном на определённый технологический процесс обработки киноплёнок, например только для цветных негативных или для контратипных. В других машинах узлы выполнены из унифицированных блоков, позволяющих собирать их в различных комбинациях, обеспечивающих проведение любого технологического процесса обработки киноплёнок: негативного, позитивного или обращаемого. В современном кинопроизводстве проявочные машины рассчитаны, главным образом, на два технологических процесса: ECN-2 для негативных и контратипных киноплёнок, и ECP-2 для позитивных.

### Лентопротяжный механизм
Лентопротяжный механизм проявочной машины может быть однопетельным или многопетельным. В однопетельных машинах киноплёнка делает между верхним и нижним роликами одну петлю, погружаясь в бак только один раз. Многопетельные лентопротяжные механизмы предусматривают несколько соосных роликов внизу и вверху, между которыми киноплёнка делает несколько петель, двигаясь по спирали. Такая конструкция позволяет удлинить путь киноплёнки в каждом баке и таким образом, увеличить её скорость, подняв производительность машины. Машины малой производительности выполняются по более простой однопетельной схеме, которая более компактна.
Нижний ряд роликов может свободно подвешиваться на петлях киноплёнки, или перемещаться специальной кареткой, регулируя длину петель и продолжительность обработки в каждом баке.
По траектории плёнки проявочные машины также делятся на машины с полным и частичным погружением механизма в обрабатывающие растворы. Механизм с частичным погружением предусматривает наличие верхних роликов, расположенных над поверхностью раствора, в то время, как механизмы с полным погружением рассчитаны на перемещение киноплёнки без выхода из раствора. Второй тип предпочтительнее с точки зрения качества обработки, поскольку позволяет избежать контакта эмульсии с воздухом, окисляющим раствор и приводящим к образованию вуали. Однако, полное погружение механизма требует его тщательной герметизации и изготовления деталей из химически инертных материалов.
Лентопротяжный механизм любой проявочной машины рассчитан на безостановочную работу. Поэтому, в начале и конце тракта каждая машина оснащается магазинами с запасом киноплёнки. Находящийся в начале тракта загрузочный магазин 5 предназначен для возможности перезарядки кассет. При окончании киноплёнки в одной кассете, нижняя ветвь роликов начинает подниматься, выбирая образовавшийся запас плёнки, и не требует остановки машины на время перезарядки. После зарядки следующей кассеты и подклейки её киноплёнки к оставшемуся в устье концу предыдущей, движение возобновляется и магазин снова набирает запас плёнки. Аналогичную роль выполняет разгрузочный магазин 11 со стороны готового рулона. Система сигнализации автоматически сообщает об окончании рулона непроявленной плёнки или о заполнении приёмного рулона.
Транспортирование киноплёнки до середины 1950-х годов осуществлялось зубчатыми барабанами, однако современные машины оснащаются механизмами с фрикционным способом передвижения плёнки гладкими роликами из материалов, работающих по принципу присоски. Фрикционные ролики не повреждают перфорацию и позволяют сделать машины многоформатными, то есть пригодными для обработки плёнок разной ширины. Применение вместо роликов в лентопротяжном механизме эластичных валиков, позволяет обрабатывать листовые фотоматериалы. В сочетании с применением вязких обрабатывающих растворов, фрикционный лентопротяжный тракт используется в универсальных компактных процессорах для листовых плёнок разных форматов в рентгенографии, полиграфии и аэрофотографии.
Механизм проявочных машин приводится в движение одним или несколькими электродвигателями.
Баки для растворов, которые могут быть очень агрессивными, чаще всего изготавливаются из нержавеющей стали или полимеров, устойчивых к химическому воздействию. Каждая операция производится в отдельном баке или в нескольких баках, заполненных одним и тем же раствором. Баки машин, рассчитанных на работу в затемнённом помещении, открыты. В машинах, устанавливаемых в освещённом помещении, баки закрываются светонепроницаемой крышкой.

### Циркуляция и поддержание растворов
Отдельные устройства отвечают за поддержание постоянной температуры обрабатывающих растворов, непрерывно циркулирующих в баках при помощи специальных насосов. Такие устройства называются термостатами и работают по принципу теплообмена с водой, нагреваемой или охлаждаемой машиной. Теплообмен происходит в специальных теплообменниках. Для повышения равномерности обработки часто применяется принцип противотока, то есть циркуляции растворов в баках в направлении, противоположном движению киноплёнки. Кроме того, специальные устройства обеспечивают непрерывное перемешивание растворов или даже их подачу под давлением на киноплёнку.
Изменение свойств растворов в результате их химического расхода компенсируется дозаторами — специальными устройствами, подающими добавки свежих растворов. Дозаторы могут быть поплавковыми, добавляющими свежий раствор по мере расхода рабочего, поршневыми или другой конструкции. Компенсация уменьшения активности растворов зачастую производится растворами, содержащими в концентрированном виде компоненты, наиболее активно расходуемые в процессе обработки. Например, в проявителе в наибольшей степени расходуются проявляющие вещества, поэтому в компенсирующей добавке они содержатся в концентрированном виде, тогда как бромистый калий и другие антивуаленты не содержатся вообще. Несмотря на постоянное освежение растворов, их периодическая замена необходима из-за загрязнения продуктами проявления, другими растворами и желатиной эмульсии. В больших проявочных машинах полная замена проявляющих растворов производится ежемесячно. Самым неприхотливым из растворов является фиксаж, который может «ходить по кругу», постоянно обновляясь, до трёх лет. Несколько меньше фиксажа служит отбеливатель.
Для предотвращения заноса одних растворов в другие при переходе киноплёнки из бака в бак между баками устанавливаются специальные влагосниматели, которые могут быть основаны на сдуве раствора с поверхности при помощи потока воздуха, или изготавливаться в виде эластичных отжимов. Такие же устройства удаляют остатки воды перед сушкой эмульсии в сушильном отделении.
Кроме перечисленных устройств, для полноценной работы проявочной машины должна быть организована технологическая периферия:
- подготовка воды высокого качества для промывки киноплёнки и приготовления обрабатывающих растворов;
- система рециркуляции избытка обрабатывающих растворов, образующегося в процессе пополнения свежими добавками и использования этого избытка при приготовлении новых добавок[* 3];
- система нейтрализации и очистки сточных вод, а также утилизации отработанных растворов, в том числе регенерация серебра;

Состав и характеристики обрабатывающих растворов, а также качество воды постоянно контролируются в специальной лаборатории цеха обработки плёнок. Машины, установленные в одном цехе и работающие по одному процессу, чаще всего объединяют по системе циркуляции и регенерации растворов, что упрощает их приготовление и повышает равномерность характеристик.

### Сушильное отделение
Сушка фотоматериала является не менее важным этапом его обработки, поскольку характеристики изображения могут изменяться в случае нарушения её режимов. Существуют два способа удаления влаги с киноплёнки и других видов фотоматериалов: конвективный и радиационный. При конвективном способе сушка производится потоком нагретого воздуха, подаваемого в сушильное отделение соплами или перфорированными трубами. От чистоты воздуха зависит конечное качество изображения, поскольку пыль и твёрдые частицы, попавшие на киноплёнку, образуют на эмульсии трудноудалимые дефекты. Для подготовки воздуха могут использоваться разомкнутая или замкнутая системы. Разомкнутая система подготовки производит отбор воздуха непосредственно из помещения, в котором установлена машина. После очистки при помощи фильтров и нагрева, воздух попадает в сушильное отделение и выводится за пределы помещения.
Замкнутая система обеспечивает наилучшие условия сушки, поскольку обеспечивает практически полную очистку. Основой такой системы является кондиционер с влагопоглотителем. При этом одна установка может снабжать воздухом для сушки сразу несколько проявочных машин, установленных в одном цеху.
Радиационный способ сушки предусматривает нагрев киноплёнки инфракрасным или СВЧ-излучением. Такой способ позволяет значительно ускорить сушку, но требует индивидуального подбора режима облучения для каждого типа плёнки. Кроме того, радиационный способ, в значительно большей степени, чем конвективный, представляет опасность скручивания киноплёнки и повреждения эмульсионных слоёв.

## Производительность
Производительность проявочных машин отличается в зависимости от их назначения и размеров. На кинокопировальных фабриках, занимающихся тиражированием фильмокопий, производительность может достигать 3000—6000 погонных метров в час. Современная крупная кинокопировальная фабрика способна изготавливать 150—200 фильмокопий в день, которые должны обрабатываться цехом обработки плёнок за это же время. В цехах киностудий пользуются машинами средней производительности 800—2000 м/ч. Специальные машины для работы в экспедиционных условиях и фильм-процессоры для фотоплёнки обладают малой производительностью 25—100 м/ч.
Производительность машины зависит от скорости движения киноплёнки и объёмов её баков. Большие баки с многопетельными каретками позволяют обеспечивать большие скорости движения киноплёнки за счёт длинного пути и продолжительного нахождения в каждом баке. Увеличение производительности машин возможно при увеличении температуры обрабатывающих растворов, сокращающем время каждой операции. Однако, увеличение температуры отрицательно сказывается на сохранности эмульсионного слоя, который может отслаиваться или повреждаться при слишком горячих растворах. Большинство современных унифицированных процессов лабораторной обработки фотоматериалов рассчитаны на высокие температуры в 38° C и выше.
Высокопроизводительные машины кинокопировальных фабрик нуждаются в постоянной загрузке работой, из-за технологической сложности запуска. Общая длина траектории киноплёнки в такой машине может достигать нескольких километров и одновременно в машине могут находиться несколько частей фильмокопий, проходящих разные стадии обработки. Запуск машины требует зарядки ракорда, заполняющего весь лентопротяжный тракт, и заливки нескольких тонн растворов. Поэтому, остановка таких машин может происходить раз в несколько лет во время ремонта или чистки. Всё остальное время машина работает круглосуточно.